# Formica cockerelli
Formica cockerelli är en myrart som beskrevs av Carpenter 1930. Formica cockerelli ingår i släktet Formica och familjen myror. Inga underarter finns listade i Catalogue of Life.